# Norris (Carolina do Sul)
Norris é uma cidade  localizada no estado norte-americano de Carolina do Sul, no Condado de Pickens.

## Demografia
Segundo o censo norte-americano de 2000, a sua população era de 847 habitantes.
Em 2006, foi estimada uma população de 844, um decréscimo de 3 (-0.4%).

## Geografia
De acordo com o United States Census Bureau tem uma área de
4,9 km², dos quais 4,9 km² cobertos por terra e 0,0 km² cobertos por água.

## Localidades na vizinhança
O diagrama seguinte representa as localidades num raio de 16 km ao redor de Norris.